# On Her Majesty's Secret Service (soundtrack)
On Her Majesty's Secret Service ("OHMSS") is de soundtrack voor de zesde James Bond-film met dezelfde titel.
Dit was de vijfde opeenvolgende soundtrack van een Bondfilm voor John Barry in de rol van componist, arrangeur en dirigent.

## Nummers
| Nr. | Titel                                                            | Duur |
| --- | ---------------------------------------------------------------- | ---- |
| 1   | "We Have All the Time in the World" – Louis Armstrong            | 3:16 |
| 2   | "This Never Happened to the Other Feller"                        | 5:06 |
| 3   | "Try"                                                            | 3:28 |
| 4   | "Ski Chase"                                                      | 3:39 |
| 5   | "Do You Know How Christmas Trees Are Grown?" – Nina van Pallandt | 3:21 |
| 6   | "On Her Majesty's Secret Service (Main Title)"                   | 2:35 |
| 7   | "Journey to Blofeld's Hideaway"                                  | 4:53 |
| 8   | "We Have All the Time in the World (Instrumental)"               | 2:59 |
| 9   | "Over and Out"                                                   | 3:11 |
| 10  | "Battle at Piz Gloria"                                           | 4:03 |
| 11  | "We Have All the Time in the World/James Bond Theme"             | 4:38 |

Bonus tracks (remastered soundtrack CD uit 2003)
| 12 | "Journey to Draco's Hideaway"                          | 3:41 |
| 13 | "Bond and Draco"                                       | 4:34 |
| 14 | "Gumbold's Safe"                                       | 4:59 |
| 15 | "Bond Settles In"                                      | 2:16 |
| 16 | "Bond Meets the Girls"                                 | 3:27 |
| 17 | "Dusk at Piz Gloria"                                   | 2:32 |
| 18 | "Sir Hilary's Night Out (Who Will Buy My Yesterdays?)" | 4:46 |
| 19 | "Blofeld's Plot"                                       | 5:19 |
| 20 | "Escape from Piz Gloria"                               | 4:53 |
| 21 | "Bobsled Chase"                                        | 2:03 |

## Hitnoteringen

### NPO Klassiek Filmmuziek Top 200
| On Her Majesty's Secret Service in de NPO Klassiek Filmmuziek Top 200 | On Her Majesty's Secret Service in de NPO Klassiek Filmmuziek Top 200 | On Her Majesty's Secret Service in de NPO Klassiek Filmmuziek Top 200 | On Her Majesty's Secret Service in de NPO Klassiek Filmmuziek Top 200 | On Her Majesty's Secret Service in de NPO Klassiek Filmmuziek Top 200 |
| Jaar                                                                  | 2018                                                                  | 2023                                                                  | 2024                                                                  | 2025                                                                  |
| --------------------------------------------------------------------- | --------------------------------------------------------------------- | --------------------------------------------------------------------- | --------------------------------------------------------------------- | --------------------------------------------------------------------- |
| Positie                                                               | 24                                                                    | 72                                                                    | 80                                                                    | 99                                                                    |